# يوم نطاع
يوم نطاع من أيام العرب في الجاهلية، بين بني تميم وبين بني تغلب بن وائل، وقد حدث ذلك اليوم في نطاع من منازل بني رزاح من تغلب. 

## المعركة
قام صعصعة بن ناجية الدارمي بجمع ثمانين رجلاً من قبيلة تميم عازمين على الغزو، فأغار على بني رزاح من تغلب.
دارت بين الطرفين معركة انتهت بانتصار تميم، وقُتل عدد كبير من بني رزاح، وتمّ طردهم من أرضهم. وغنموا أموالًا كثيرة، وأخذوا منهم سبايا.
وبعد الهزيمة حاولت بني رزاح استعادة ما سُلب منها واسترداد قوتها، فتجمّعت مع بعض أبناء عمومتها من قبيلة تغلب، لكن هذا الجمع لم يكن بالقوة الكافية لهزيمة بني تميم. لجأوا إلى محاولة استرداد ما أُخذ منهم بالسلم، إلا أن تميم رفضت إعادة ما غنمته، ودارت مواجهة أخرى قُتل فيها بعض أفراد بني تغلب، وتمّ طردهم، فعادوا منهزمين منكسرين.
عندما علم بذلك الغلّاق، وهو رجل من بني حنظلة من قبيلة تميم وكان مسؤولاً عن هجائن النعمان، جمع رجالاً وقام بغزو بني تغلب. قتل منهم دون رحمة، وغنم ما عندهم، وأخذ سبايا.

## في الشعر
قال الحارث بن حلّزة في معلقته ينعى ذلك على بني تغلب:

وقال الفرزدق بن غالب بن صعصعة الدارمي: